# Černeča Hora (Kaniv)
Černeča Hora (in ucraino Чернеча гора?, Černeča Hora; lett. "Monte dei monaci") è una collina situata sulla riva del Dnepr vicino a Kaniv in Ucraina, su cui si trova la Riserva nazionale Ševčenko, dove dal 1861 sono sepolti i resti del poeta e artista ucraino Taras Hryhorovyč Ševčenko. Originariamente Ševčenko fu sepolto nei pressi del cimitero di Smolensk a San Pietroburgo, in seguito il suo corpo è stato spostato sulle rive del Dnepr.

## Storia
La collina apparteneva in precedenza al monastero della Santa Dormizione di Kaniv esistente dall'XI secolo. Il monastero fu il luogo di sepoltura di diversi atamani cosacchi tra cui Ivan Pidkova e Samiylo Kiška.

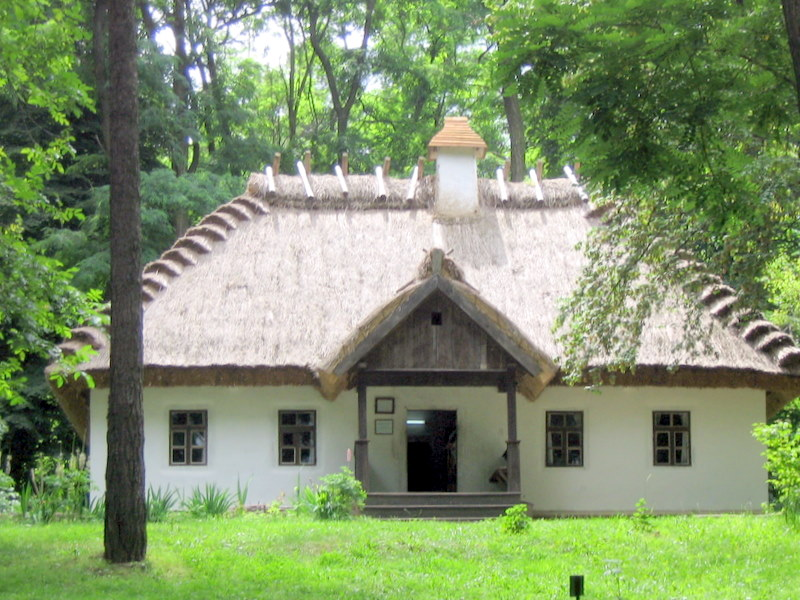
"Tomba di Taras Ševčenko e Museo-riserva storico-naturale di Stato", museo fondato nel 1884 e ristrutturato nel 1991

A seguito del centesimo anniversario della morte del poeta, nel 1914 il governo russo dispiegò gendarmi e cosacchi per prevenire il pellegrinaggio di massa alla tomba.
Fino al 1923 la collina apparteneva alla Riserva naturale di Kaniv, che dal 1926 divenne Museo-riserva storico-naturale di Stato. Nel 1939 lo scultore russo Matvej Manizer creò la croce in bronzo che insieme all'edificio del museo costruito dagli architetti ucraini Vasyl' Kryčevskyj e Petro Kostyrko divenne la caratteristica principale del luogo.
Nel 1978 durante il sessantesimo anniversario della dichiarazione iniziale di indipendenza dell'Ucraina del 1918, Oleksa Hirnyk, si diede fuoco sul monte in segno di protesta contro la repressione sovietica della lingua, della cultura e della storia ucraine.
Attualmente il monte appartiene alla Riserva Nazionale Ševčenko dedicata al poeta ed è un sito turistico riconosciuto in tutto il paese e all'estero. In futuro è prevista la costruzione di una chiesa in memoria del poeta.
Černecha Hora è considerata un monumento storico, naturale e culturale e reliquia nazionale dell'Ucraina.